# Edmond Locard

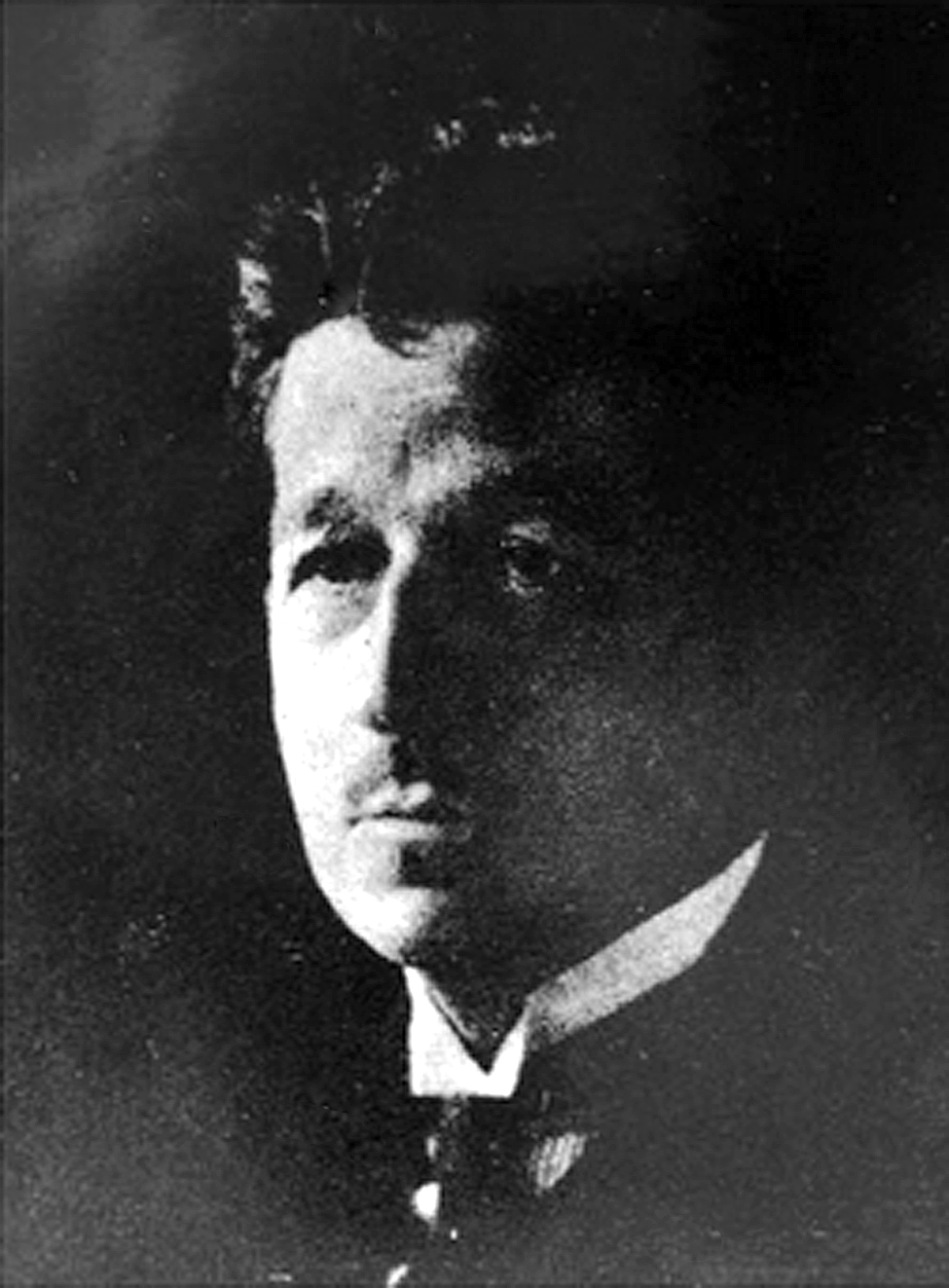
Edmond Locard (ca. 1915)

Edmond Locard (* 13. Dezember 1877 in Saint-Chamond (Loire); † 4. April 1966 in Lyon) war ein französischer Arzt und Jurist. Er gilt als Pionier im Bereich der Forensik, der auch „Sherlock Holmes von Frankreich“ genannt wurde. Er formulierte das Grundprinzip der forensischen Wissenschaft – dass „jede Berührung eine Spur hinterlässt“. Dies wurde Locard’sche Regel oder auch Locard’sches Prinzip genannt. Edmond Locard hatte eine herausragende Rolle in der europäischen und weltweiten Entwicklung der Kriminalistik, insbesondere der chemischen Spurenuntersuchung (der Forensischen Chemie) und der Mikrostaubspuren-Analytik. Er ist der Sohn von Arnould Locard (1841–1904).

## Leben und Arbeit
Edmond Locard wurde in Saint-Chamond (Loire) geboren. Seine Familie zog einige Jahre später nach Lyon. Er studierte an den Universitäten Demoiselles Blanchoux und College St Thomas Aquin Medizin und Rechtswissenschaften. Er beherrschte elf Sprachen in Wort und Schrift, darunter Griechisch, Latein, Hebräisch und Sanskrit. Nach seinem Studium wurde er an der Universität Lyon Assistent des französischen Arztes Alexandre Lacassagne (1844–1921), der oft als Vater der modernen forensischen Medizin bezeichnet wird. Lacassagne wurde Locards Mentor.
Im Jahr 1902 erhielt Locard seinen Doktorgrad in Medizin. Ein paar Jahre später begann er ein Jurastudium. Im Jahre 1907 bestand er die Anwaltsprüfung.
Im Jahre 1908 begann Locard die Welt zu bereisen. Zunächst studierte er in Paris bei dem französischen Anthropologen Alphonse Bertillon (1853–1914), um das anthropometrische System der strafrechtlichen Ermittlung zu verstehen. In den folgenden Jahren besuchte er die Polizeidienststellen in Berlin, Rom und Wien. Weitere Reisen führten ihn in die Vereinigten Staaten von Amerika, wo er auch die Polizeidienststellen in New York und Chicago kennenlernte. Nach einem Besuch bei dem Kriminalisten Archibald Rudolph Reiss in Lausanne kehrte er 1910 schließlich nach Lyon zurück.
Im Jahre 1910 zeichnete sich in Lyon ein Ansteigen der Zahl von Gewaltverbrechen, insbesondere Morden, ab. Locard gelang es, die Lyoner Polizei von den Vorteilen eines Labors zur Sammlung und Prüfung von Beweismaterial zu überzeugen. Im Polizeidepartement wurden ihm zwei Zimmer im Dachgeschoss und zwei Assistenten zur Verfügung gestellt. Es handelte sich dabei um das erste Polizeilabor zur Ermittlung von Straftätern. Im November des gleichen Jahres löste er durch seine Ermittlungsarbeit seinen ersten Fall mit Hilfe eines Fingerabdrucks, zwölf Jahre nach der ersten Fingerabdruckidentifizierung unter der Leitung von Bertillon.
Im Jahr 1912 wurde das Labor offiziell von der Polizei Lyon anerkannt. Locard leitete das erste offizielle Polizei-Kriminalitätslabor der Welt zur wissenschaftlichen Grundlagenforschung in den Bereichen der forensischen Ballistik, Toxikologie und Identifizierung. Es erhielt weltweite Anerkennung, und gab sein Wissen in den folgenden Jahren an viele Kriminalisten weiter. Einer von ihnen war der Schwede Harry Söderman (1902–1956), der Mentor Locards wurde.
In den Jahren 1914 bis 1918 entwickelte Locard seine Schlussfolgerungen der Fingerabdruckidentifizierung und die Kriterien, die verwendet werden, um die Zuverlässigkeit auf statistische Analysen zu liefern. Seine 1918 veröffentlichte Studie ergab folgende dreigliedrige Regel:
- Sind auf einem deutlichen Abdruck mehr als zwölf Merkmale vorhanden, so besteht unumstößliche Gewissheit der Identität.

- Bei acht bis zwölf Merkmalen handelt es sich um Grenzfälle; die Gewissheit hängt ab von der Deutlichkeit des Abdrucks, der Seltenheit des Merkmalstypen, dem Vorhandensein des Musterkerns oder der Deltas, der Richtung und der Größe der Winkel bei Gabelungen (die perfekte und offensichtliche Identität in Bezug auf die Breite der papillären Bergrücken und Täler, die Richtung der Linien und den Winkelwert der Verzweigungen), sowie dem Vorhandensein von Poren. Locard gilt daher auch als der Begründer der Poroskopie, Ridgeologie und Edgeoskopie.

- Sind weniger als acht Merkmale vorhanden, dann handelt es sich um einen Teilabdruck; eine sichere Beurteilung ist nicht möglich.[5][6]

Er fuhr mit seiner Forschung bis zu seinem Tod im Jahr 1966 fort. Während des Ersten Weltkrieges wurde Locard als Offizier wegen seiner großen Kenntnisse in Fremdsprachen zum Dekodieren geheimer Nachrichten herangezogen.
Im Jahre 1929 gründete Locard mit dem schweizerischen Kriminalisten Marc Bischoff, dem Österreicher Siegfried Türkel, dem Niederländer CJ van Ledden Hulsebosch und dem Deutschen Georg Popp in Lausanne die Internationale Akademie für Kriminalistik. Die Akademie sollte jedoch den Zweiten Weltkrieg nicht überstehen. Weitere Polizeilabore wurden, auch nach dem Zweiten Weltkrieg, nach dem Vorbild und dem Einfluss von Locard eingerichtet. Nach Locards Tod kam es zu einem deutlichen Rückgang der kriminalistischen Entwicklungen in Frankreich.
Locard veröffentlichte mehr als 40 Werke in Französisch, Englisch, Deutsch und Spanisch. Sein bekanntestes Werk sind die sieben Bände der Traité de criminalistique (Lehrbuch der Kriminalistik), zwischen 1931 und 1935 veröffentlicht. In dieser monumentalen Arbeit stellte er die Methodik dieser neuen Wissenschaft dar. Sie ist auch heute noch die Grundlage für alle forensischen Laboratorien weltweit. Dieser Vertrag beinhaltet eine detaillierte Studie über die strafrechtlichen Ermittlungen, die Suche nach Spuren von Fingerabdrücken und den Nachweis der Identität, das Know-how von schriftlichen Unterlagen und Verfälschung der Forschung. Viele seiner Bücher stellen bedeutende Beiträge auf dem Gebiet der Kriminalistik und der forensischen Wissenschaft dar. Seine Veröffentlichungen umfassen mehrere Werke über die polizeilichen Ermittlungen, die er persönlich durchgeführt hatte.
Locard war auch ein begeisterter Philatelist und schrieb einige Bücher zu diesem Thema. Als Opern-Kritiker und Gönner des Theaters veröffentlichte Locard als Schriftsteller und Journalist in seiner Freizeit zahlreiche Artikel in Lyoner Zeitschriften. Es erschienen auch diverse Artikel in gemeinsamer Arbeit mit seinem Freund Marcel E. Grancher in Publikationen bei den Verlagen Lugdunum, Payot, Rieder und Gallimard. Neben ihrer wissenschaftlichen Fachkompetenz war Edmond Locard ein Mann „der Kunst und des Wortes“. Er entwickelte eine große Leidenschaft für Literatur, Malerei und Musik (er war Musikkritiker für die Revue Musicale Guignol Lyonnais). Er war Mitglied der Académie du Merle Blanc und der Académie du Sciences et Belles Lettres und Präsident der Freunde von Lyon und Guignol. Im Jahr 1959 organisierte er einen nach ihm benannten Preis für Kriminalliteratur, der an H. Clarys De fil en aiguille verliehen wurde.
Er wurde ausgezeichnet zum Commandeur der Ehrenlegion für seinen enormen Beitrag zur forensischen Wissenschaft. Seine Biographie Dr Edmond Locard. Mémoires d’un criminologiste wurde im Jahr 1957 von Robert Corvol veröffentlicht.
Locard’s Beitrag zur forensischen Wissenschaft ist enorm. Sein wichtigster Beitrag ist die principe de l’échange (Grundsatz des Austausches), auch als Locard’sche Regel oder das Locard’sche Prinzip bekannt. Locard erklärte: „Toute action de l’homme, et a fortiori, l’action violent qu’est un crime, ne peut pas se dérouler sans laisser quelque marque.“ Übersetzt bedeutet es, dass jede Handlung eines Individuums und insbesondere die gewalttätige Handlung einer Straftat zu einer Spurenübertragung führt. Aus diesem Satz war das gesamte Prinzip des Austausches von Spuren zwischen zwei Objekten nach Eintritt von Berührung begründet, etwa wenn ein Fahrzeug ein anderes Auto touchiert und in der Folge Lackreste auf beiden nachzuweisen sind. Ebenso werden Fasern, wenn jemand auf einem Stuhl sitzt, aus seiner Kleidung auf dem Stuhl und Fasern aus dem Stoff des Stuhls auf der Kleidung der Person zurückbleiben.
Harry Söderman schrieb später über Locard: „Er legte die Analyse der Handschrift auf eine solidere Grundlage, systematisiert die Analyse von Staub in der Kleidung von Verdächtigen, erfand eine modifizierte Methode der Analyse von Blutspuren und erfand die Poroskopie, wobei die papillären Leistenporen von Fingerabdrücken als Mittel der Identifizierung verwendet werden.“
Der Belgier Georges Simenon, Erfinder der bekannten Kriminalfigur Maigret, besuchte in den Jahren 1919 und 1920 einige Vorlesungen Locards.

## Veröffentlichungen
- La mort de Judas" et "Le crépuscule des Dieux": Essais en psychologie (vers 1905)
- "L’identification des récidivistes" (Die Identifizierung von Wiederholungstätern), Paris, Maloine, 1909
- Instructions pour les recherches techniques dans les enquêtes criminelles (Die Polizei. Was ist das, was es sein sollte), Paris, Payot, 1919
- Die strafrechtlichen Ermittlungen und wissenschaftliche Methoden (L’enquête criminelle et les méthodes scientifiques), Paris, Flammarion, 1920
- Das Handbuch der polizeilichen Techniken (Le manuel de technique policière), Paris, Payot, 1923 1934 1937 1941
- Polizei und Polizisten, Paris, Payot, 1924
- Le crime et les criminels (Verbrechen und Verbrecher), Paris, La Renaissance du Livre, 1925
- Die Kriminaluntersuchung und ihre wissenschaftlichen Methoden, bearbeitet von Willy Finke, Berlin (Kameradschaft Verlags-Gesellschaft) 1930.
- Traité de criminalistique (T I et II), Les Empreintes et les traces dans l’enquête criminelle, (Lehrbuch der forensischen Wissenschaften, Fingerabdrücke und Spuren in der Strafuntersuchung), Lyon, Desvignes, 1931
- Traité de criminalistique (T III et IV), Les Preuves de l’identité, (Lehrbuch der forensischen Wissenschaften, Nachweis der Identität), Lyon, Desvignes, 1932
- Der blutige Millery Malle, Lyon, Desvigne und Co., 1933
- Tales Apachen, Lyon, Lugdunum Editions, 1933
- A Primer über die Geschichte der Oper, Lyon, Desvigne und Co., 1933
- Traité de criminalistique (T V et VI), L’Expertise des documents écrits (Lehrbuch der Kriminalistik, Die Expertise schriftlicher Unterlagen), Lyon, Desvignes, 1933
- Hinweis auf die Identifizierung von Verdächtigen, International Journal of Forensic Sciences, 1935
- Die Forensik für die Nutzung durch Menschen in der Welt, Lyon, Desvigne und Co., 1937
- Traité de criminalistique (T VII), L’Enquête Criminelle (Lehrbuch der forensischen Wissenschaften, die kriminalistische Untersuchung), Lyon, Desvignes, 1940
- Confessions (Erinnerungen an ein Polizist), Lyon, Editions Lugdunum, 1942
- Manuel du philatéliste (Handbuch des Philatelisten), Paris, Payot, 1942
- Abwehr gegen die Kriminalität, Paris, Payot, 1951
- A-t-elle empoisonné son mari (Hat sie ihren Mann vergiftet), Affaire Lafarge, 1954
- Le magistrat assassiné (Der ermordete Richter), Affaire Fualdès, 1954
- Le crime inutile 1954
- Mata-Hari 1955
- La machine infernale, Affaire Ousini, 1955
- La fiancée de la guillotine (Die Braut von der Guillotine), Affaire Lacenaire, 1956
- La vipère 1956
- Memoirs of a criminologiste, Paris, Fayard, 1958
- Mysteries of Lyon, Lyon, Pierre Bissuel Edition, 1967
- Vorwort des Buches von Felix Benoit, Purification Through the Ages, 1945[12]